# 金花狸藻
金花狸藻（学名：Utricularia chrysantha），又名太阳狸藻，為狸藻屬一年生中型陸生食虫植物。其种加词“chrysantha”来源于拉丁文“chrysos”和希腊文“anthos”，意为“金色”和“花”，指其黄色的花朵。金花狸藻为新幾內亞南部與澳大利亞的特有種。其陆生于潮湿草地或近海平面的低海拔千层树-金合欢的稀树草原。1810年，羅伯特·布朗最先描述了金花狸藻。

## 外部連結
- 食虫植物照片搜寻引擎中金花狸藻的照片 （页面存档备份，存于）

 维基共享资源上的相關多媒體資源：金花狸藻
 維基物種上的相關：金花狸藻